# Ulpian Fulwell
Ulpian Fulwell (1546 – 1584, 1585 ou 1586) est un poète, un satiriste et un dramaturge anglais, originaire du Somersetshire, « fils d'un gentleman ». Il fut aussi un pasteur protestant et un ancien élève de l'université d'Oxford.

## Biographie

### Ascendants
Ulpian Fulwell est né en 1546 à Wells dans le Somersetshire, sa date de naissance étant calculée par son âge (33 ans) lors de son inscription à l'université d'Oxford en 1579. Il est peut-être prénommé Ulpian en mémoire du célèbre juriste romain Domitius Ulpianus dans l'espoir qu'il devienne lui-même un homme de loi.
Thomas Fulwell, père d'Ulpian, est le parent et le régisseur de John Goodman, sous-chantre à la cathédrale de Wells. Goodman lui cède à bail emphytéotique des terres de l'église, ce qui explique la prospérité de la famille Fulwell. Comme Goodman conserve le loyer de ces terres à son usage personnel, cette opération lui permet de s'assurer des revenus fonciers, à une époque où la couronne s'empare progressivement de toutes les terres ecclésiastiques. Grâce à ce bail, ce n'est plus l'église mais Fulwell le quasi-propriétaire de ces terrains, qui ne peuvent donc plus être saisis par le roi. Ce genre de pratique abusive se multipliant, cela finit par devenir un scandale public, et une ordonnance royale de 1559 tente d'y mettre fin, apparemment sans succès dans le diocèse. En retour de cette faveur faite à son cousin, Goodman espère de lui une obéissance absolue. Mais Fulwell se montre réticent, fort de son bon droit, et ils s'engagent dans une suite longue, onéreuse et violente de procès, qui va durer plus d'un demi-siècle, et qui permet aujourd'hui de suivre en détail la vie de cette famille. Finalement Thomas s'installe comme drapier en ville et devient citoyen de la cité de Wells. Il est alors à l'aise financièrement. Son ascension sociale de domestique à commerçant, ses démêlés judiciaires et sa situation ressemblent beaucoup à ce que décrira plus tard son fils dans son Ars adulandi.

### Procédures judiciaires sans fin
Au début des années 1540, Thomas Fulwell se marie avec Christabel James, sœur de Robert James de Wrington, et ils ont deux enfants, Ulpian, né en 1546, et George, né en 1549, qui fréquentera aussi Oxford. Sans doute pour assurer l'avenir d'un de ses deux enfants, Thomas achète le 8 octobre 1556 l'avouerie de George Payne. Il meurt en 1563, et le bail des terres du sous-chantre passe au nom de sa femme, Christabel Fulwell. Ulpian a alors dix-sept ans et son frère quatorze. La série de procès, contre Goodman ou d'autres voisins commencée dix ans auparavant, ne s'arrête pas pour autant, les procès révélant parfois que des mêmes pièces de terre ont été cédées à bail emphytéotique à plusieurs bénéficiaires par différents officiels du diocèse. En octobre 1568, Christabel se remarie avec James Foster, qui loue un manoir dépendant du château de Dunster, et qui devient grâce à ce mariage citoyen de Wells. Pour une raison indéterminée, Christabel Fulwell déshérite ses deux fils au profit de ses petits-enfants. À l'époque Ulpian et George, tous deux mariés, ont chacun deux enfants ; Ulpian a Edward et Mary, George William et Christabel. Les procès au sujet de la possession des terres du sous-chantre seront repris par ces petits-enfants et se poursuivront après la mort de Christabel et même celle d'Ulpian jusqu'au début du XVIIe siècle.

### Jeunesse d'Ulpian
Toute sa vie, depuis ses sept ans jusqu'à sa mort, Ulpian Fulwell va connaître les procès, avec leurs lots de querelles, de stress et de violences. Il est vraisemblablement présent, il a alors douze ans, lorsque des hommes de main de Goodman, armés d'épées et de piques, attaquent son père qui fait les foins, et qui ne doit son salut qu'à la fuite ; ou lorsque sa mère se fait physiquement agresser par le neveu de Goodman. Bon gré, mal gré, il sera mêlé à ces affaires, ainsi que ses deux femmes successives, son fils Edward et sa fille Mary, et il est probable que tous ces événements le marquent à vie.
Grandissant dans la ville de Wells avec sa cathédrale, son palais épiscopal entouré de fossés, sa puissante hiérarchie religieuse, composée d'évêque, de doyen, d'archidiacres, de chanoines, il est naturel qu'Ulpian Fulwell décide de devenir lui-même membre du clergé. Il est ordonné pasteur à vingt ans, le 15 septembre 1566, sans qu'on sache en quel lieu. Deux ans plus tard, il publie son premier ouvrage connu, un interlude intitulé « Like Will to Like ».

### Pasteur à Naunton
En 1570, quatre ans après son ordination, il est présenté au presbytère et à l'église paroissiale de Naunton, dans le Gloucestershire, par la reine elle-même et par le Lord Keeper, William Cecil. Il doit probablement cette faveur et sa nomination soit à son ami et patron, Edmund Harman (en), qui connaît William Cecil, soit à un séjour préalable à la cour royale. La lettre de présentation par la reine, datée du 23 décembre 1570, est toujours conservée dans les archives du diocèse. Le village de Naunton compte alors seulement dix-huit familles, mais le presbytère est prospère, car il possède 14 hectares de terre arable et 5 000 m2 de prairie, et une partie de ses revenus provient de la dîme sur la production locale de laine.
Le 8 mai 1572, Upvian Fulwell se marie dans sa propre église avec Eleanor Warde, sa première femme, qui meurt cinq ans plus tard le 17 décembre 1577. Un enfant, Edward, naît de cette union, bien que les archives de la paroisse ne mentionnent aucune naissance d'enfant issu de ce premier mariage. Quatre mois après ce décès, le 14 avril 1578, Fulwell se marie à Lapworth avec sa seconde femme, Mary Whorwood, qui appartient à la gentry du Warwickshire. Neuf mois plus tard, naît une fille prénommée Mary. D'autres enfants naissent ensuite, mais ils décèdent probablement tous en bas âge, car ils n'apparaissent pas dans les documents suivants.
Le 14 novembre 1575, il obtient une licence l'autorisant à prêcher, résultat peut-être de la bonne réception de son The Flower of Fame. Ceci accroît ses revenus, puisqu'il peut alors prononcer des sermons qui lui sont payés. Cette licence semble lui avoir été retirée peu après, vers 1576, peut-être à cause de la publication de son Ars adulandi, qui dénonce la corruption d'une partie du clergé de la région, et qui lui vaut d'être convoqué devant le tribunal de la haute Commission à Londres.

### Admission à Oxford
Deux mois après le baptême de sa fille Mary, il a alors trente-trois ans, Fulwell s'inscrit au collège de St. Mary Hall (en) de l'université d'Oxford, le 27 mars 1579. Le registre d'inscription précise qu'il est « generosi filius », c'est-à-dire fils d'un gentleman,. Cette inscription à l'université est inhabituelle pour une personne de son âge et de sa position, qui continue de plus à être le pasteur titulaire de Naunton. Wood estime qu'il n'y obtient aucun diplôme, pourtant il figure avec le titre de M.A. (Master of Arts) sur une liste du clergé du Gloucestershire.

### Mort
La dernière mention d'Ulpian Fulwell dans les archives du diocèse date de 1586 et montrent qu'il est mort avant le 13 juillet de cette année. Le rectorat de Naunton, vacant par la mort de Fulwell, est de nouveau pourvu en octobre 1586 par la nomination d'un certain Joseph Hincksman ou Hanxman. Comme il n'y a pas de trace de son enterrement dans les archives paroissiales, Ulpian Fulwell est vraisemblablement mort ailleurs qu'à Daunton. Malgré ses démêlés avec l'administration du diocèse, il semble avoir été un pasteur apprécié de ses ouailles, puisque les registres de baptême de Daunton montrent que les années suivantes plusieurs enfants ont été prénommés d'après son nom de famille Fulwell.

## Œuvres

### Like Will to Like
En 1568, il publie son premier ouvrage connu, Like Will to Like, un interlude qui, malgré ses seize personnages, peut être joué par seulement cinq acteurs, une organisation, idéale pour une petite troupe, qui est précisée en première page de l'œuvre avec la liste des personnages. Cela montre que le jeune ecclésiastique a de bonnes connaissances de la technique de production, qu'il est désireux d'être joué, et qu'il est peut-être même tenté par une carrière théâtrale. Cette pièce, écrite entièrement en vers, est imprimée à Londres en 1568 par John Allde.
Certains historiens du théâtre, comme Frederick Gard Fleay (en), pensent que cette œuvre a été presque certainement jouée à la cour – ce qui expliquerait que la reine le connaisse –, et que Fulwell fait partie des « écrivains universitaires » qui rivalisent pour être joués par les troupes enfantines de St Paul et de la Chapelle royale. Selon Buchanan, les dates de naissance et d'inscription de Fulwell à Oxford étant maintenant plus précisément connues, les hypothèses que Fleay avancent sont aujourd'hui sans fondement.
Cette pièce aurait eu une influence sur une pièce du XVIIe siècle, Grim the Collier of Croydon (en), d'auteur incertain, si l'on s'en tient à ses personnages principaux, un diable et un mineur. Cette pièce a été jouée au théâtre « The Rose », appartenant à Philip Henslowe, par la troupe de Pembroke (en) le 28 octobre 1600.

### The Flower of Fame
En 1575, quelques années après son premier mariage, Fulwell publie son deuxième ouvrage connu, The Flower of Fame (« La Fleur de la renommée »). Ce livre, que Thomas Park qualifie d'« historical mélange », est composé de trois parties distinctes, présentées sur la page de titre : le règne de Henri VIII, un court traité sur « trois nobles et vertueuses reines », qui sont trois des femmes d'Henri VIII, Anne Boleyn, Jeanne Seymour et Catherine Parr, et enfin le récit de la bataille d'Haddington.
Ce curieux traité mêle les vers et la prose sur le modèle du alors très populaire The Mirror for Magistrates (en), les événements qui y sont rapportés viennent principalement de la Chronique de Hall, connue également sous le titre de The Union of the Two Noble and Illustre Families of Lancastre and Yorke. Selon Clive Staple Lewis, le style de Fulwell dans The Flower of Fame est terne, et l'auteur est conscient de ne pas être à la hauteur de son projet. Fulwell s'excuse en effet pour son style grossier et irrégulier, « qui respecte plus la véracité des faits que l'éloquence des mots ». Buchanan reconnaît que The Flower of Fame a un style ennuyeux et manque de la vivacité et de la familiarité de Like Will to Like, sans doute parce que le sujet intimide l'auteur.
Dans ce travail, Fulwell est assisté d'Edmund Harman, ancien gentilhomme de la chambre privée du roi Henri VIII, comme Fulwell le reconnaît dans sa dédicace à sir William Cecil, 1er baron Burghley. Ce Harman avait bien connu l'entourage de Henri VIII, puisque c'est lui qui avait remplacé auprès du roi Henry Norris, décapité après avoir été accusé d'être l'amant d'Anne Boleyn. Les historiens doutent de la véracité de cette accusation, faite sans doute pour que Henri VIII puisse se débarrasser d'Anne Boyleyn. Fulwell reste d'ailleurs délibérément vague au sujet de cette mort, et il laisse entendre que le roi se sent coupable après l'exécution de Norris. Grâce aux confidences de Harman, Fulwell livre des potins de la cour de cette époque. Il fournit également des témoignages de première main sur le siège de Haddington, qui ont été utilisés plus tard par des historiens comme Holinshed et Speed. Enfin, dans cet ouvrage, Fulwell affiche ses convictions religieuses résolument anti-papistes, en particulier quand il fait le panégyrique d'Henri VIII.

### Ars adulandi
L'année suivante, Fulwell publie un ouvrage plein d'humour intitulé Ars adulandi (« L'Art de la flatterie »), qui connaît un succès considérable. Il est imprimé à Londres par William Hoskins en 1576. Ce livre, qui est dédié à Lady Burghley, est constitué de plusieurs dialogues, essentiellement en prose, à l'exception du sixième, qui se tient entre Diogène et Ulpian, et qui est en vers de quatorze pieds. Dans le premier dialogue entre lui et son imprimeur, William Hoskins, Fulwell mentionne sa propre pauvreté et ses vêtements râpés. Dans le huitième dialogue, il dit de lui avec humour : « Quand j'étais dans la fleur de l'âge, beaucoup d'hommes m'estimaient, autant pour mon esprit prompt à moquer et à railler que par ma bonne mine, étant très grand et de nature active, ce qui fait que je devins un serviteur ».
Comme il le confesse à Diogène dans le sixième dialogue, sa fréquentation de la cour ne le laisse espérer aucune prochaine promotion, bien qu'en réponse à sa dernière requête, il admet avoir trouvé un ami fidèle, et par quelques vers épigrammatiques, il donne furtivement le nom de son ami, Edmund Harman,. Gough devine l'amertume de Fulwell dans certains des dialogues qui se passent à la cour de Dame Fortune. Pour l'expliquer, il suggère que Fulwell s'est rendu à la cour d'Élisabeth après la publication de The Flower of Fame, espérant une récompense pour ses éloges de Henri VIII et de son entourage, et qu'il n'y a reçu que quelques remerciements verbaux, sans aucune promotion concrète.
Dans le huitième dialogue entre Simon the Parson de Polle Iobbam et l'auteur, Fulwell s'efforce de présenter le personnage de Simon sous son aspect le plus odieux, et de faire la satire de la Réforme, tout en prétendant espérer que la reine fasse cesser les désordres avec l'aide de son conseil, des évêques et des pères de l'Église. Ars adulandi doit être vu dans le contexte d'une attaque contre la corruption et le matérialisme du clergé de Wells. Fulwell ne fait pas que donner des exemples de personnes corrompues, il enquête aussi sur les causes de cette corruption, sans cacher vraiment l'identité de ses cibles. Il parle de la ville de « Slew » (Wells écrit à l'envers) dans la région de « Tesremos » (Somerset à l'envers). Les deux satires les plus fortes sur ce sujet sont la troisième et la cinquième, qui elle attaque précisément l'archidiacre de Wells. L'évêque de Bath et Wells, Gilbert Berkeley (en), n'est pas long à réagir : Fulwell est convoqué devant le tribunal de la haute commission de Londres, et il est sommé de faire une abjuration publique. Les lacunes des archives de cette haute commission ne permettent pas de savoir s'il fait réellement cette abjuration, mais en tout état de cause, il s'en tire très bien, puisqu'il risquait une amende ou un emprisonnement. Cette mansuétude peut être due à sa protection par Edmund Harman ou à sa dédicace à Lady Burghley.
Bien que l'auteur mentionne qu'une seconde partie est prévue, il ne semble pas qu'elle fût jamais publiée.